# Diário do Rio
O Diário do Rio de Janeiro, mais conhecido como Diário do Rio, é um jornal online brasileiro fundado em 1 de janeiro de 2007 e sediado no Rio de Janeiro. É o 2º veículo nascido digital a fazer parte da Associação Nacional de Jornais (ANJ), o 1º tendo sido o UOL. 
Originalmente um blog, criado por Quintino Gomes Freire, em 2018 passa por dificuldades financeiras e recebe investimentos do casal Claudio André de Castro e Bruna Castro, que investem na profissionalização do Diário do Rio e o transforam em um jornal, assumindo o controle. Inclusive adquirindo um prédio histórico no Arco do Teles, para ser sede do periódico. O local contém 2 afrescos assinados por Nilton Bravo, o 'Michelangelo dos botequins', feitos em 1960.
O jornal trata apenas de assuntos locais da cidade do Rio de Janeiro, diferenciando-se assim de outros órgãos de imprensa da cidade, além de tentar ser pioneiro em novos espaços para a imprensa.